# 1093 Freda
1093 Freda eller 1925 LA är en stor asteroid i huvudbältet, som upptäcktes 15 juni 1925 av den rysk-franske astronomen Beniamin Zjechovskij i Alger. Den har fått sitt namn efter Fred Prévost.
Asteroiden har en diameter på ungefär 116 kilometer.